# 관산초등학교 남송분교
관산초등학교 남송분교(冠山初等學校 南松分校)는 전라남도 장흥군 관산읍에 있었던 초등학교 분교이다.

## 연혁
- 1945년 9월 24일 설립인가
- 1945년 10월 1일 관산북공립국민학교로 개교
- 1950년 4월 1일 관산북국민학교로 교명 변경
- 1954년 7월 22일 남송리 신축교사로 이전
- 1996년 3월 1일 관산초등학교 남송분교장
- 1996년 3월 1일 관산초등학교와로 통페합